# Болгарский коммунистический союз молодёжи
Болгарский коммунистический союз молодёжи (БКСМ, болг. Български комунистически младежки съюз (БКМС)) — молодёжная организация, объединяющая коммунистически настроенную молодёжь Болгарии.

## История
Союз создан 25 мая 1919 года на III конференции Союза рабочей социал-демократической молодёжи Болгарии (СРСДМ) путём переименования организации.
В 1920 году организация присоединилась к Коммунистическому Интернационалу Молодёжи. После подавления Сентябрьского восстания 1923 года организация была запрещена и в дальнейшем работала нелегально.
В 1938 году организация вошла в состав Рабочего молодёжного союза.

## Известные активисты
- 1919 год — Павлов, Пётр Георгиевич, единственный болгарин достигший звания генерала в Советской Армии. Во время Второй мировой войны командовал 12-й штурмовой инженерно-саперной бригадой РГК.